# 金江白族乡
金江白族乡是中华人民共和国云南省丽江市古城区下辖的一个民族乡。

## 行政区划
金江白族乡下辖以下村级行政区划单位：
产构村、罗玄村、江边村、金江村和普勤村。